# 白鳥神社 (土岐市鶴里町柿野)
白鳥神社（しらとりじんじゃ）は、岐阜県土岐市鶴里町柿野字陣屋に鎮座する神社(銀幣社・旧郷社)。

## 祭神
日本武尊

## 例祭
- 建国記念祭　　2月11日に近い日曜日
- 初午・祈念祭　3月随時
- 例大祭　　　　10月第一日曜日
- 新穀感謝祭　　11月随時
- 七五三参り　　11月随時

## 概要
創建時期は不明である。
平安時代に編纂された美濃国神名帳の土岐郡の項に「従五位下垣野大神」と記されていることから、少なくても10世紀以前に、創建されたと考えられる。
柿野村は美濃国土岐郡の南方の山間に在って、三河国加茂郡 (三河国)と接している。
社伝によれば、三河国加茂郡(愛知県豊田市)の猿投神社に主祭神は、大碓命であり日本武尊(小碓命)の兄である。
そのため、当社は猿投神社と同時期に鎮座したと伝えられている。
嘉吉2年(1422年)11月に葺替えの棟札に武藤右衛門と記されていたので、其の頃の領主と考えられる。
柿野村の産土神であり、明治6年(1875年)に郷社となり、
昭和28年(1953年)に銀幣社に指定された。
また鶴里町細野にも白鳥神社がある。

## 摂末社
- 熊野神社
- 猿投神社
- 神明神社
- 八幡神社
- 津島神社
- 杵築神社
- 若宮神社
- 白山神社
- 尺地神社

## 交通アクセス
- 土岐市民バス　曽木=妻木線 「鶴里支所前」バス停から徒歩3分